# Walkers
Walkers är ett brittiskt företag som producerar och säljer snacks. Företaget är mest känd för sina potatischips med salt- och vinäger smak (Salt and Vinegar crisps), men producerar även mängder med andra snacks.
Walkers är en stor sponsor till fotbollsklubben Leicester City och klubbens hemmaarena hette tidigare Walkers Stadium (numera King Power Stadium).